# Dipleidoscopio
Un dipleidoscopio es un instrumento óptico utilizado para determinar con precisión el mediodía astronómico. Su nombre proviene del griego, con el significado de observador de imagen doble. Consta de un prisma que crea una imagen doble del sol, y normalmente de un pequeño ocular para observar con mayor precisión el instante del tránsito solar. Cuando las dos imágenes se superponen, se produce el mediodía astronómico local. El instrumento es capaz de determinar el mediodía con una precisión de diez segundos.
Se trata de un dispositivo relativamente sencillo que se utilizaba para poner en hora relojes particulares o públicos con una precisión aceptable, mucho antes de que la popularización de la emisión por radio de señales horarias a partir de 1924 lo convirtiesen en un procedimiento obsoleto.

## Historia

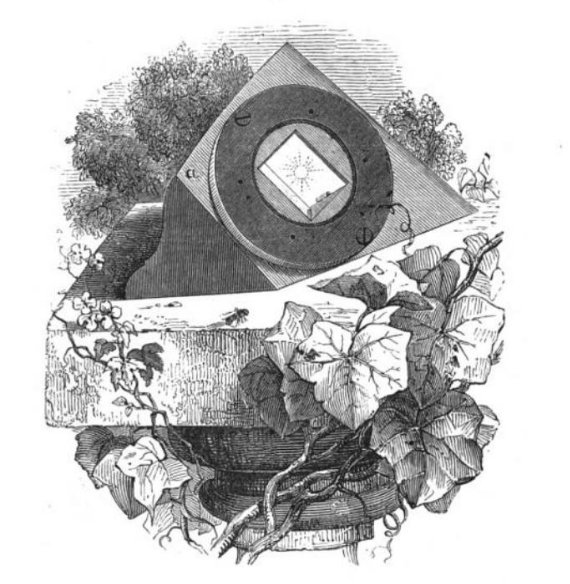
Dipleidoscopio de Edward John Dent situado en un jardín.

El dipleidoscopio fue inventado en 1821 por el astrónomo italiano Giovanni Battista Amici, quien denominó al dispositivo «Cannocchiale iconantidiptico» (Telescopio iconantidíptico), concebido como un aparato de uso astronómico para la determinación precisa del tránsito de un astro por la meridiana de un lugar determinado.
Sin embargo, tuvieron que pasar algunos años —coincidiendo con que los relojes de bolsillo se fueran haciendo cada vez más populares— para que surgiera la necesidad de disponer de algún dispositivo sencillo que permitiera ajustar con precisión la hora de estos relojes. Edward John Dent, un fabricante de cronómetros y relojes de Londres, ya había estado trabajando en la década de 1830 en un sencillo invento que permitía poner los relojes en hora correctamente basándose en el tránsito del sol (los más caros y complejos telescopios de tránsito habían sido desarrollados por Ole Rømer en 1690). 
Hacia 1840 consideró que había conseguido un diseño adecuado utilizando sombras. Aun así, cuando comunicó sus ideas a J.M. Bloxam (un abogado aficionado a la astronomía), se dio cuenta de que Bloxam también había estado trabajando en un diseño que utilizaba reflexiones, que Dent consideró mejor que su propia idea. Ambos formaron una sociedad, trabajando juntos en el dispositivo. Después de dos años finalizaron el diseño y lo patentaron (GB Patente 9793 de 1843), fabricándolo Dent y vendiéndose como «Dent's Dipleidoscope». El instrumento podía utilizar la luna así como el sol, y cuando estaba correctamente calibrado y alineado, daba un error inferior a un segundo. Dent presentó el dispositivo en la Gran Exposición de 1851. Después de que Dent murió en 1853, su hijo Frederick William continuó con la fabricación.
La relevancia de este dispositivo se relaciona en parte con el desarrollo de los ferrocarriles, cuando el conocimiento de la hora local era muy importante. En épocas anteriores, a menudo bastaba con que una comunidad rural entera utilizara el reloj parroquial, puesto en hora periódicamente mediante el anuncio de los vigilantes de un tren correo o por un procedimiento similar.
El instrumento estaba acompañado de un folleto de instrucciones detalladas, con datos para ajustar la hora astronómica de cada lugar a la hora de referencia de Greenwich (la utilizada por los ferrocarriles).

## Descripción del dispositivo

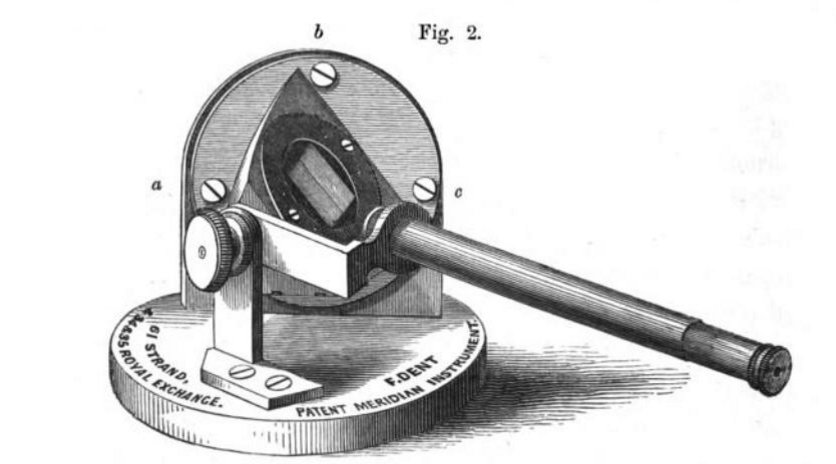
Montaje con un ocular para mejorar la exactitud de las observaciones.

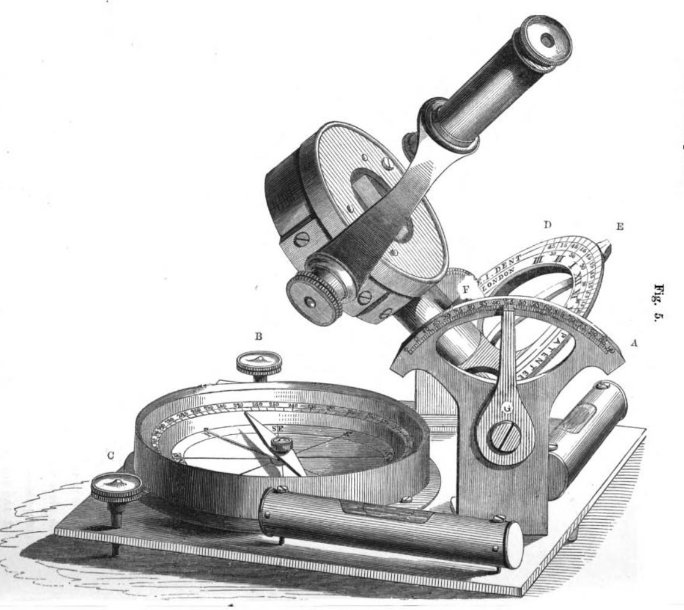
Disposición sobre una montura astronómica. Se ha desmontado de la carcasa de bronce la cápsula que contiene el prisma en su interior.

(Grabados procedentes de la obra de Edward John Dent «A Description of the Dipleidoscope» de 1867) 
El dipleidoscopio es un sencillo prisma de vidrio, cuya base es un triángulo equilátero. Dos de sus caras laterales rectangulares están recubiertas por sendos espejos, mientras que la tercera cara está perfectamente pulida.
El prisma está montado en el interior una carcasa de bronce, protegido de las inclemencias mediante una pequeña claraboya circular de vidrio plano, que se puede desmontar. El prisma está dotado de una cierta inclinación con respecto a las direcciones vertical y horizontal, de forma que el plano de una de las dos caras del prisma que funcionan como espejos, es paralelo (corregidos los efectos de la refracción del vidrio del prisma) a la dirección que se va a observar. Es por este motivo que la carcasa de bronce tiene una característica forma biselada, con los lados ortogonales que debían orientarse al norte, este y oeste, mientras que la cara biselada quedaba orientada aproximadamente al suroeste. Esta disposición además facilita que el observador pueda apreciar cómodamente las imágenes del sol (tanto la reflejada como la refractada) en el prisma del dispositivo sin arrojar su propia sombra sobre el aparato.
En función del uso que se le fuera a dar, el aparato se podía montar de tres maneras:
- Para su uso doméstico, bastaba con orientar los lados ortogonales de la carcasa del aparato hacia el este, el norte y el oeste (por ejemplo, valiéndose de una brújula), fijándolo sobre una base plana y horizontal en un lugar expuesto al sol del mediodía. Las observaciones del tránsito del sol por el meridiano se efectuaban a simple vista.
- Cuando se necesitaba una mayor precisión (por ejemplo, en trabajos topográficos en los que fuera preciso verificar azimutes con cierta exactitud), se podía acoplar un pequeño ocular al dispositivo, lo que permitía determinar el momento exacto del tránsito con menor error.
- A su vez, para su uso astronómico, el prisma (desmontado de la carcasa exterior) se podía acoplar a una montura dotada de un ocular y de cuadrantes de desplazamiento angular (tanto azimutal como zenital), lo que permitía realizar comprobaciones de tránsito por meridianos distintos al del mediodía.

Para el segundo y tercer montaje, era posible extraer de la carcasa de bronce una cápsula cilíndrica (también de bronce) que contiene el prisma. El aparato se acompañaba de un pequeño libro de instrucciones en el que se explicaba la manera de utilizarlo, incluyendo una serie de tablas con los desfases necesarios para ajustar la hora local de los principales lugares de Inglaterra a la hora de Greenwich.

## Funcionamiento
Según explica el propio Dent en el libro con el que se vendía el aparato, la clave del funcionamiento del dispositivo son las propiedades ópticas del prisma con dos de sus caras convertidas en espejos. De acuerdo con esta disposición, cuando el sol ilumina el prisma, en este se forman dos imágenes simultáneamente:
- Una primera imagen en la cara superior del prisma, que funciona parcialmente como un espejo.
- Una segunda imagen debida al efecto de la refracción parcial de la luz a través de la superficie de la propia cara superior del prisma. Este segundo haz de rayos de luz, tras rebotar en las dos caras interiores del prisma convertidas en espejos, se refracta de nuevo a través de la cara superior del prisma, formando la citada segunda imagen del sol.

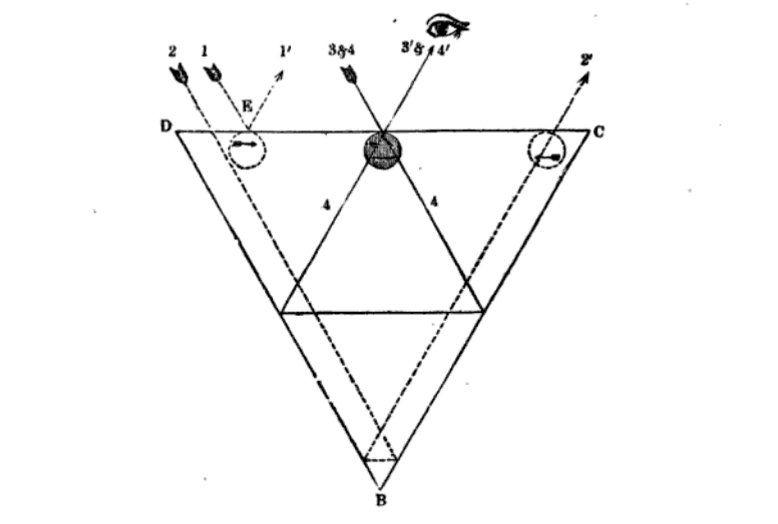
Una vez correctamente orientado el dispositivo, la superposición exacta de las imágenes del sol (la reflejada y la refractada) solo se produce cuando el sol atraviesa el meridiano.

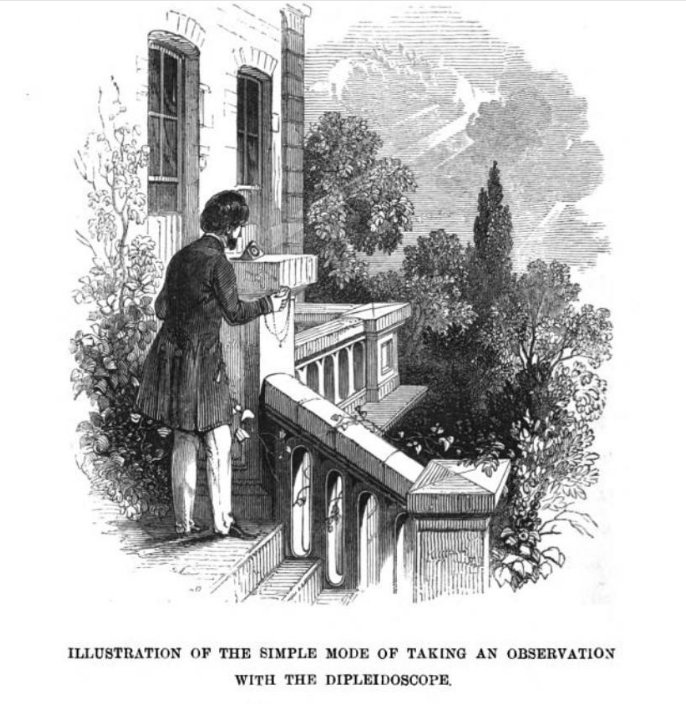
Ajuste de un reloj de bolsillo mediante el uso de un dipleidoscopio.

Esta disposición óptica tiene la propiedad de que existe solamente una única dirección de la luz incidente según la cual las dos imágenes se superponen exactamente. Si se desprecia el efecto del índice de refracción del vidrio (simplificación adoptada por el propio Dent en sus gráficos explicativos del funcionamiento del aparato), supuesto el prisma apoyado verticalmente sobre una de sus caras triangulares, para detectar el paso del sol por el meridiano, por la propia simetría del sistema óptico, basta con que una de las caras de espejo del prisma sea paralela a la dirección del propio meridiano, con la arista entre los dos espejos situada del lado norte. En consecuencia, si la peana rectangular se supone orientada respecto a los cuatro puntos cardinales, uno de los lados del prisma sería paralelo a la dirección norte-sur, y los otros dos (los tres forman un triángulo equilátero) estarían girados +30° y -30° con respecto al eje este-oeste. A su vez, para optimizar el ángulo de reflexión de la luz solar sobre la cara superior, una vez fijada la cara paralela al plano del meridiano, se introduce un segundo giro al prisma según un eje perpendicular a este plano, con un ángulo arbitrario que promedie la altura del sol sobre el horizonte al mediodía según la latitud aproximada de la zona en la que vaya a ser empleado. Esta combinación de giros según la que queda situado el prisma dentro de la carcasa de bronce es la que presta al dispositivo su aspecto tan característico.
Una vez correctamente orientado el dipleidoscopio, su funcionamiento es muy sencillo: basta con observarlo (incluso a simple vista) unos instantes antes del mediodía, esperando al momento en el que las dos imágenes del sol que se forman en el prisma se superpongan exactamente. Errores de orientación aparte, el dispositivo permite apreciar a simple vista con nitidez el momento de superposición de las dos imágenes con menos de 10 segundos de incertidumbre, valor más que aceptable para ajustar relojes mecánicos de bolsillo.